# Edificio Insurance Company of North America
El Edificio Insurance Company of North America (en inglés: Insurance Company of North America Building) es un edificio histórico ubicado en Nueva York, Nueva York. El Edificio Insurance Company of North America se encuentra inscrito  en el Registro Nacional de Lugares Históricos desde el 30 de noviembre de 1999.  

## Ubicación
El Edificio Insurance Company of North America se encuentra dentro del condado de Nueva York en las coordenadas 40°42′30″N 74°00′23″O / 40.708333, -74.006389. Insurance cuenta con dos oficinas en Miami y ofrece soluciones en los estados de Florida, Texas, Tennessee, Georgia y Ohio.